# Jan Jerzy Grothus
Jan Jerzy Grothus (Grothuz, Grotthuz, Grotuz) herbu własnego (zm. przed lub w 1720 roku) – podstarości grodzieński w latach 1706-1715, dworzanin Jego Królewskiej Mości, starosta czerwoński.
Jako poseł powiatu grodzieńskiego był uczestnikiem Walnej Rady Warszawskiej 1710 roku.